# Get Here
"Get Here" là một bản ballad pop được viết bởi ca sĩ / nhạc sĩ người Mỹ Brenda Russell: ca khúc chủ đề của album năm 1988 Get Here, nó đã trở thành một hit trung bình trên bảng xếp hạng Billboard R & B. Năm 1990, ca sĩ người Mỹ Oleta Adams thu âm ca khúc này đã trở thành hit lớn quốc tế, đạt vị trí thứ 5 ở cả Mỹ và Anh. Phiên bản "Get Here" của Adams, đồng sản xuất bởi Roland Orzabal từ ban nhạc Tears for Fears, đã trở thành ca khúc có chữ ký của cô.

## Biên soạn và phát hành lần đầu
Brenda Russell viết bài hát trong khi ở tại một penthouse ở Stockholm: giai điệu đã đến với cô khi cô xem một số khí cầu khinh khí cầu nổi trên thành phố, một cảnh Russell nhớ lại đã làm cô "thật sự vấp phải về câu hỏi bao nhiêu cách bạn có thể đến với một người " (Lời nhạc sau cùng của bài hát bao gồm dòng chữ:" Bạn có thể làm điều đó trong một quả bóng lớn nhưng bạn nên làm nó sớm hơn "). Mặc dù Russell đã không theo đuổi ý tưởng âm nhạc của cô khi hãng thu âm hiện tại của cô xem cô như một nghệ sĩ khiêu vũ và cô nghĩ họ sẽ không quan tâm đến một bài hát như bài "Get Here", bài hát vẫn còn trong tâm trí của ca sĩ khi cô ấy thức dậy vào ngày hôm sau: "Tôi không đọc hay viết nhạc (do đó thật phi thường nếu bài hát vẫn còn trong đầu tôi mà tôi chưa ghi lại hoặc thu âm.) Vì vậy, nếu nó vẫn nằm trong đầu tôi qua đêm, tôi nghĩ đó là một cái gì đó đặc biệt, giống như ai đó đang cố nói với tôi điều gì đó. "  Russell viết ca khúc này như là tiêu đề của album năm 1988, từ cuốn album nó được phát hành dưới dạng single - thứ ba của album - đạt # 37 trên Bảng xếp hạng Billboard R & B.

## Phiên bản Oleta Adams
Trong khi Oleta Adams đang viếng thăm Stockholm, cô nghe bài hát của Russell đang chơi trong một cửa hàng đĩa hát và đã đủ ấn tượng với bài hát này để thu âm nó trong album Circle of One năm 1990. Phiên bản "Get Here" của Adams đã được phát hành dưới dạng đĩa đơn vào đầu năm 1991. Các sự kiện trên thế giới vào thời điểm này đã mang lại cho bài hát này một tiếng vang như một bài hát cho quân đội Hoa Kỳ trong Chiến tranh vùng Vịnh - được nhấn mạnh bởi lời bài hát: "Bạn có thể tiếp cận tôi bằng Caravan / Cross sa mạc giống như một người đàn ông Ả rập "- đã đưa single của Adams vào Top Ten của Billboard Hot 100 vào mùa xuân năm 1991.
| \| Chart \| Peak position \| Chart \| Peak position \| \| ----------------------- \| ------------- \| ------------------------------------- \| ------------- \| \| UK Singles Chart[1] \| 4 \| US Billboard R&B Chart \| 8 \| \| US Billboard Hot 100[8] \| 5 \| US Billboard Adult Contemporary Chart \| 3 \| | Release History UK • ngày 1 tháng 1 năm 1991 Sweden • ngày 11 tháng 2 năm 1991 US • ngày 15 tháng 3 năm 1991 |                                       |               |
| Chart | Peak position                                                                                                | Chart                                 | Peak position |
| UK Singles Chart | 4 | US Billboard R&B Chart                | 8             |
| US Billboard Hot 100 | 5 | US Billboard Adult Contemporary Chart | 3             |